# Кючюк, Ирсен
Ирсен Кючюк (тур. İrsen Küçük; 1940, Никосия — 10 марта 2019) — турецко-киприотский политик, премьер-министр Турецкой Республики Северного Кипра с 17 мая 2010 по 13 июня 2013 года.

## Биография
Ирсен Кючюк родился в 1940 году.
В 1966 году окончил аграрный факультет Анкарского университета со степенью магистра. С 1966 по 1968 год работал в Турции, затем до 1973 года в Департаменте животноводства Республики Кипр.
В 1976 году он был впервые избран в Национальное собрание от Партии национального единства. На следующих выборах, в 1981 году, был переизбран. С 1976 по 1983 год работал в правительстве Мустафы Чагатая в министерстве сельского хозяйства, природных ресурсов и энергетики (1976—1981, 1982—1983) и министерстве здравоохранения, труда и социальных дел (1981—1982).
9 мая 2010 года во время партийного съезда в качестве единственного кандидата был избран генеральным секретарём ПНЕ. Он сменил на этом посту Дервиша Эроглу, который незадолго до этого был избран президентом республики. 10 мая Эроглу президент выдвинул Кючюка на пост премьер-министра. Ему было дано 14 дней для формирования кабинета. 17 мая президент утвердил представленный состав правительства.
Ирсен Кючюк приходился племянником первому вице-президенту Северного Кипра Фазилю Кючюку. Был женат, двое детей.
Умер 10 марта 2019 года от сердечной недостаточности в возрасте 79 лет.